# 898

## Esdeveniments
- El Papa Joan IX relleva el Papa Teodor II

## Necrològiques
- Odó I de França
- 15 d'octubre, Marengo:Lambert II de Spoleto[1]